# شاو اند کرامپتون
شاو اند کرامپتون (به انگلیسی: Shaw and Crompton) یک شهرک و محله مدنی در بریتانیا است که در کلان‌شهر مستقل اولدهام واقع شده‌است. شاو اند کرامپتون ۲۱٬۰۶۵ نفر جمعیت دارد.